# Skakuszka północna
Skakuszka północna (Notomys aquilo) – gatunek ssaka z podrodziny myszy (Murinae) w obrębie rodziny myszowatych (Muridae), występujący wyłącznie w północnej części Australii.

## Taksonomia
Gatunek po raz pierwszy zgodnie z zasadami nazewnictwa binominalnego opisał w 1921 roku brytyjski zoolog Oldfield Thomas nadając mu nazwę Notomys aquilo. Holotyp pochodził z półwyspu Jork, w północnym Queenslandzie, w Australii, ale może to być błędna informacja.
Proponowany gatunek N. carpentarius z Groote Eylandt jest synonimem N. aquilo. Autorzy Illustrated Checklist of the Mammals of the World uznają ten gatunek za monotypowy.

### Etymologia
- Notomys: gr. νοτος notos „południe”; μυς mus, μυός muos „mysz”[8].
- aquilo: łac. aquilo, aquilonis  „północny wiatr, wiatr”[9].

### Nazewnictwo zwyczajowe
W wydanej w 2015 roku przez Muzeum i Instytut Zoologii Polskiej Akademii Nauk publikacji „Polskie nazewnictwo ssaków świata” gatunkowi nadano nazwę skakuszka północna. W Australii zwierzę nosi angielską nazwę northern hopping-mouse, oraz aborygeńską nazwę Woorrentinta.

## Zasięg występowania
Skakuszka północna jest australijskim endemitem. Występowała w północnym Queenslandzie i w północnej części Terytorium Północnego, na Ziemi Arnhema i wyspie Groote Eylandt. Od lat 90. XX wieku nie stwierdzono jej występowania na kontynencie i jej współczesny zasięg prawdopodobnie ogranicza się do Groote Eylandt.

## Morfologia
Długość ciała (bez ogona) 85–115 mm, długość ogona 150–173 mm, długość ucha 15–21 mm, długość tylnej stopy 33–40 mm; masa ciała 28–44 g. Jest to niewielki gryzoń. Wierzch ciała jest blady, piaskowy, spód jest biały. Podobnie jak inne skakuszki ma duże oczy i uszy, a na podgardlu gruczoł, którego wydzieliną zwierzątko oznacza terytorium. Długie i wąskie tylne nogi stanowią przystosowanie do poruszania się skokami. Długi ogon jest zakończony kitką włosów.

## Tryb życia
Gryzoń ten występuje w różnorodnej roślinności porastającej gleby piaszczyste, jest pospolity na wydmach i piaskach porośniętych przez przybrzeżne wrzosowiska, zarośla i tussock.
Skakuszka północna prowadzi skryty, naziemny, nocny tryb życia. Kopie długie i rozległe nory, które w przypadku samic mają do 5 m długości. Nory mają wiele ukrytych wyjść, umożliwiających ucieczkę i mylących drapieżniki. Skakuszka porusza się skokami jak miniaturowy kangur i zostawia charakterystyczne tropy, świadczące o występowaniu tych gryzoni. Jest trudna do schwytania. Niewiele wiadomo o jej zwyczajach; w kolonii w niewoli po około siedmiotygodniowej ciąży samice rodziły do pięciu młodych. Nowo narodzone skakuszki były nagie i ślepe, otwierały oczy po 21–22 dniach.

## Populacja i zagrożenia
Skakuszka północna ma ograniczony zasięg występowania i nie jest objęta planem ochronnym. Jej liczebność spada. Za najważniejsze zagrożenia uznawane jest drapieżnictwo ze strony zdziczałych kotów, wydobycie rud manganu i boksytów oraz zmiany w występowaniu pożarów buszu. Gatunek wydaje się radzić sobie z niewielkimi, rozproszonymi pożarami. Międzynarodowa Unia Ochrony Przyrody obecnie uznaje skakuszkę północną za gatunek zagrożony.